# 탐광

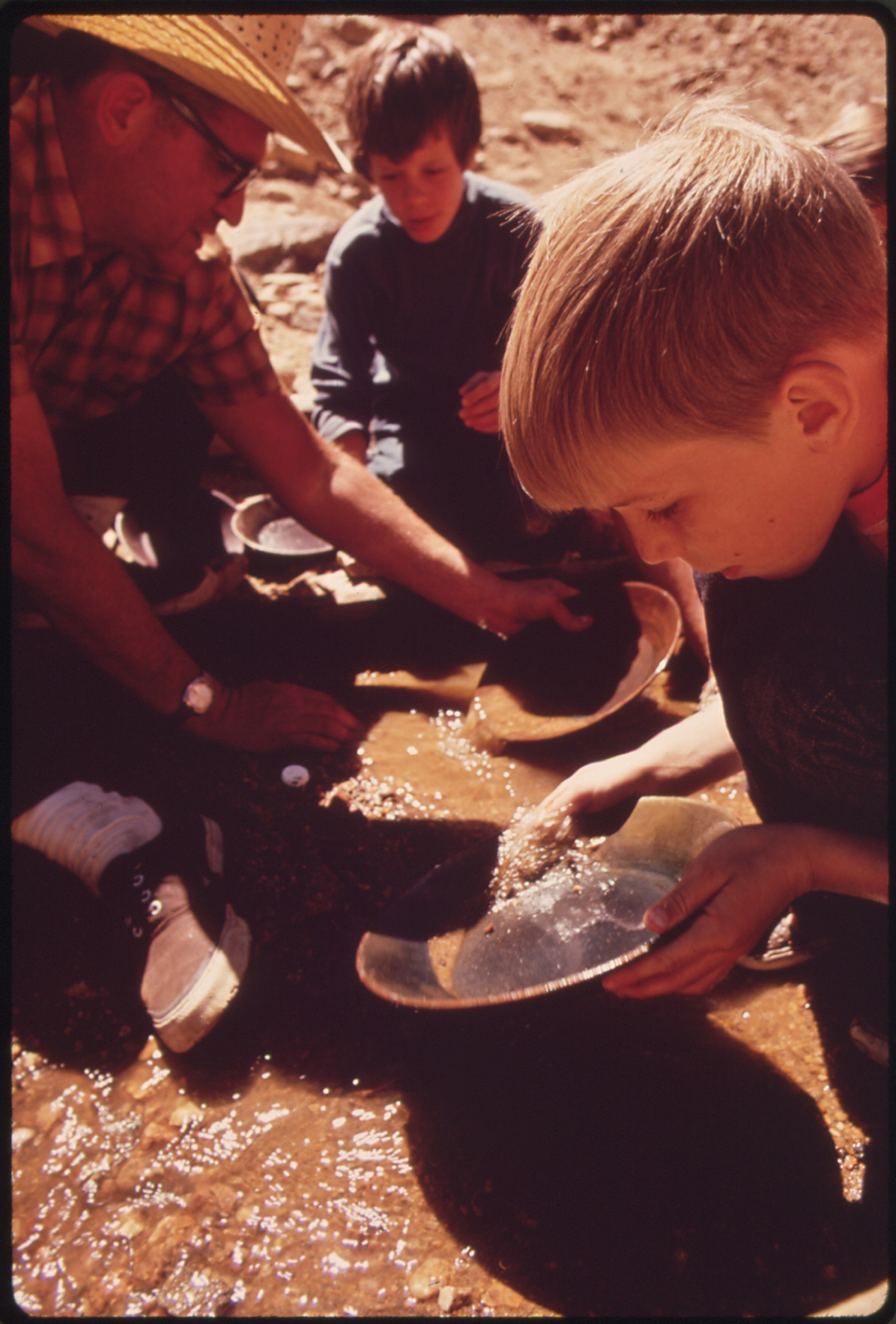
1972년 덴버에서 학동들이 선광을 통해 사금을 채취하는 방법을 배우고 있다.

탐광(探鑛)은 광상을 찾아내는 작업이다. 산의 형태나 지표로부터의 깊이 등은 가지각색으로 지표에서 그 존재를 추정하는 것은 매우 어렵다.
인간은 지중에서는 단 10cm라 할지라도 앞을 내다볼 능력을 가지고 있지 못하다. 그리하여 물리탐광법, 보링(boring) 등에 의하여 광상의 위치나 형태의 조사를 행하고 있다.
물리탐광법은 지구 내부에서 일어나는 전기나 자기 등의 물리 현상을 이용하여 지질 구조나 광상의 상태를 추정하는 방법이다. 또 보링은 지중에 가는 구멍을 파서, 인간이 지하로 구멍을 뚫고 들어가지 않고 암석이나 광석의 교본을 끄집어내는 방법이다. 이와 같은 방법이 없었던 옛날에는 광상의 위치나 크기의 판단에 고심하였다.

## 종류

### 전기 탐광
전기 탐광은 광물이나 암석의 전기적 성질을 이용하여 광상의 소재지를 조사하는 방법이다.
금속광상·지하수·지열 등의 조사에 사용되는데 자연전위법과 비저항법의 두 종류가 있다.
자연전위법은 광상에서 발생하는 약한 전류의 전위를 지표에서 측정하는 방법인데, 심전도로써 질병의 진단을 하는 것과 흡사하다.
비저항법은 지각에 약한 전류를 인공적으로 흐르게 함으로써 광상 등에 의하여 전류가 교란되는 모양을 지표에서 조사하는 방법이다. 전류와 X선의 차이는 있으나, 의학의 X선 검사와 흡사하다.

### 지진 탐광
지진탐광은 화약을 사용해서 작은 인공 지진을 일으킴으로써 지진파의 속도, 기록된 반사선이나 굴절파의 상태 등으부터 지각 내의 암석의 밀도차라든가 지각의 구조를 추정하는 방법이다.
이 방법은 세계 각지의 유전지대의 탐사에 널리 사용된다. 이 방법은 의사가 환자의 가슴이라든가 배를 손끝으로 톡톡 두드려서 진단하는 타진법과 흡사하다.

### 자기 탐광
자철광과 같이 자성이 강한 광물의 광상은 지구 자장을 교란시키고 있다. 이 교란은 고감도의 자력계로 측정함으로써 광상의 위치를 발견하는 방법이다.
지형이 평탄하고 넓은 지역에서는 항공기에서부터 자력계를 늘어뜨려서 하늘로부터 측정을 하는 경우가 있다. 이런 방법으로는 짧은 시간에 고능률로 넓은 지역의 탐광을 행할 수 있다.

### 중력 탐광
지하에 밀도가 서로 다른 물질이 있으면, 그 부근의 중력의 값이라든가 방향은 정상적인 것과는 판이한 것으로 된다. 이 교란을 측정하여 지하의 지질 구조와 광상을 조사할 수 있다.
석유·석탄의 탐사에 널리 쓰이는 방법인데, 최근에는 지하 마그마의 존재 상태를 조사하는 데에도 쓰이고 있다.

### 방사능 탐광
방사성 광물이 발하는 방사선을 찾아보고 그 분포나 강도로부터 방사성 광물의 광상을 탐지하는 방법이다. 지프차에 가이거뮬러계수관이나 신틸레이션계수관 등 필요한 계기류를 싣고서 방사능을 측정하며 돌아다니는 수도 있다. 또 넓은 대륙 평야에서는 비행기나 헬리콥터를 써서 측정을 하는 수도 있다.

### 지구화학 탐광
금속광상지대의 강물이나 표토·식물 중에는 광상에서부터 나온 금속 성분이 함유되어 있는 수가 있다. 또 유전지대에서는 표토 속에 석유와 관계된 탄화수소가 함유되어 있는 일이 있다. 이들 물질의 양을 측정하고 그 분포 상태를 조사함으로써 광상을 정확히 알아낼 수가 있다. 이 방법은 의학 방면의 혈액 검사에 해당하는 것이라고 말할 수 있다.

### 보링 탐광
지표조사·물리탐광에 의하여 광상의 대체적인 위치·크기를 알 수 있다. 광상의 상태를 더욱더 확실히 알기 위해서는 광상의 깊이·범위·두께·광석의 품위 등을 알 필요가 있다. 그러기 위해서는 지각에 가는 구멍을 뚫고, 이 구멍으로부터 잘라낸 암석이나 광석으로 코어(core)라는 표본을 빼낸다. 이것이 보링탐광이다.
보링법은 구멍을 뚫는 방식에 따라 크게 두가지로 나누어진다. 날을 힘껏 쳐서 암석을 잘라내며 전진하는 방법을 충격법이라 하며, 날을 회전시켜 암석을 깎아내며 굴진하는 방법을 로터리법이라고 한다.
암석이나 광석을 파 나갈 때 철파이프의 선단에 많은 자잘한 다이아몬드의 입자를 박은 비트(bit)라는 날을 사용한다.
보링 구멍의 벽에 나타난 암석의 성질을 조사하는 데는 전기검층법이라 하는 전기 탐광의 원리를 응용한 방법이 사용되어 능률을 올리고 있다. 금속광산·석탄광산에서는 500∼600m 깊이까지 팔 수 있는 보링 기계, 석유나 천연가스의 채굴에서는 5,000∼6,000m까지도 팔 수 있는 기계가 쓰이고 있다.

## 같이 보기
- 광상학